# Udo Vieth

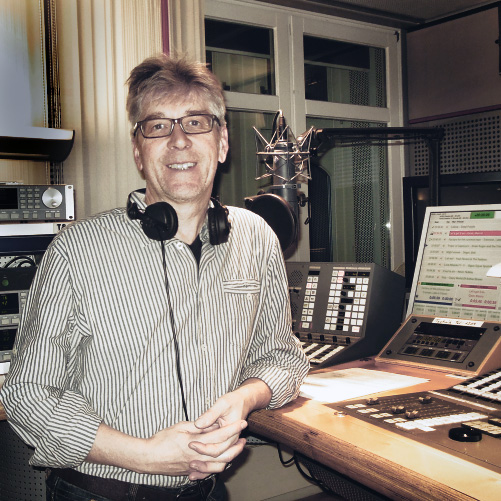
Udo Vieth im WDR2-Studio, 2017

Udo Vieth (* 27. Dezember 1952 in Köln) ist ein deutscher Hörfunkmoderator, Autor und Dokumentarfilmer.

## Leben
Udo Vieth studierte an den Kölner Werkschulen bei Daniel Spoerri, Eduardo Paolozzi und Marianne Kohlscheen-Richter. Während des Studiums war er an mehreren Ausstellungen und Aktionen beteiligt. Zum Beispiel „Art - Museum des Geldes“ in der Düsseldorfer Kunsthalle und Le Musée sentimental de Cologne im Kölner Kunstverein. Weiterhin schuf Vieth einen der „Kunst-Tische“ bei der Spoerri-Aktion „Hommage à Karl Marx“.
Nach dem Kunststudium schlossen sich Studienaufenthalte in Jamaika an. Bei Roshan Dhunjibhoy lernte er an der University of the West Indies in Kingston die Grundlagen des Fernsehjournalismus und des Dokumentarfilmens. Im Anschluss veröffentlichte er 1981 zusammen mit Michael Zimmermann das Buch: Reggae. Musiker, Rastas und Jamaika im Fischer Verlag.
Seit Mitte der 1980er-Jahre liegt der Schwerpunkt seiner Arbeit auf Dokumentarfilmen und Radiomoderationen. Dabei arbeitet er regelmäßig für den WDR, arte, das ZDF, und den Deutschlandfunk.
2022 das Fotoprojekt „Die Geometrie des Anthropozäns“.
Seit 2023 "toxic beauties" - satellite data meets art. Das Projekt basiert auf Satellitenaufnahmen, die die Veränderung der Erdoberfläche durch Mensch und Klima zeigen. Projektausstellungen: Schloss Sayn Koblenz, Bildungsforum Potsdam, Wissenschaftszentrum Bonn, Biosphäre Potsdam, Max-Planck-Institut für Biochemie Martinsried. Projektvorstellung in "apocalypse quarterly" 4/24 der Universität Heidelberg.
Udo Vieth ist mit der Künstlerin Reni Scholz verheiratet. Er hat einen Sohn und lebt in Köln.

## Filmografie (Auswahl)
Seine erste Regiearbeit war die (verschollene) Fernsehmusik-Satire: Das Totale Theater in Wege der Umkehr mit Ingolf Lück und dem Totalen Theater (Sendedatum 11. Mai 1986 Südwestfunk III).
- 1990: Sweet Dreams – die dunkle Seite des Musikgeschäfts (Zweiteiler für das ARD-Hauptprogramm)[8]
- 1992: Kamikaze Kids – über den Boom in Spaniens Stierkampfarenen (Reportage zusammen mit Hilka Sinning über junge spanische Stierkämpferinnen)[9]
- 1993: Twist 1993 (in der WDR-Reihe „Rückblende“)
- 1994: Rai! der arabische Blues (in der WDR-Reihe „Rückblende“)[10]
- 1996–2003: Mehrjährige Autoren- und Realisatorentätigkeit beim arte-Wissenschaftsmagazins „Archimedes“
- 2004: Der Sandplanet (arte)[11]
- 2006: Beckhams Zahl – das geheime Leben der 7 (arte)[12]
- 2007: Die Zeitmacher – Im Tal der Tüftler (arte)[13]
- 2007: Renato Ré – Der Trüffelkönig von Alba (arte, in der Reihe: Menschen und Märkte)[14]
- 2008: Kampf um Galapagos (arte)
- 2010: Die rätselhafte Welt der Wolken[15]
- 2012: Klima Konkret - Von Kyoto nach Grindelwald (arte/ZDF)[16]
- 2015: Wenn der Berg rutscht (ZDF, in der Reihe Planet e.)[17]
- 2019: Kunst für Beifahrer (arte)[18]

## Radiosendungen (Auswahl)
Nach einem Praktikum beim WDR2-Morgenmagazin arbeitete Udo Vieth als freier Musikredakteur für SWF 3 in Baden-Baden. Zu seinen Sendungen gehörten der SWF 3 - Popshop und der Radioclub. Seit 1986 ist er überwiegend im WDR tätig. Bei WDR 1 moderierte er die Sendungen Popsession und bands on stage, bei WDR 2 Roxy oder den WDR2-Musikclub. 2010 übernahm er zusammen mit Detlev Steinmetz die Sendung Classics von Roger Handt.
Im Deutschlandfunk zählen Rock et Cetera und die Rocknacht zu seinen Sendungen.